# لويس بالومينو
لويس فيسينتي بالومينو (بالإنجليزية: Luis Vicente Palomino؛ مواليد 9 أكتوبر 1980) هو مُقاتل فنون قتالية مختلطة أمريكي بيروفي.

## وصلات خارجية
- لويس بالومينو على موقع بوكس ريك (الإنجليزية) (registration required)
- لويس بالومينو على موقع بيلاتور (الإنجليزية)
- لويس بالومينو على موقع شيردوغ (الإنجليزية)
- لويس بالومينو على موقع IMDb (الإنجليزية)